# Златоуст (локомотивное депо)
Локомотивное депо Златоуст — предприятие железнодорожного транспорта в городе Златоуст, принадлежит к Южно-Уральской железной дороге. Депо занимается ремонтом и эксплуатацией тягового подвижного состава.

## История депо
Депо Златоуст было построено в 1890 году при строительстве Самаро-Златоустовской железной дороги. В паровозном парке депо изначально имелось 14 паровозов.

## Тяговые плечи
В нечетном направлении: Златоуст — Кропачёво — Дёма.
В четном направлении: Златоуст — Челябинск

## Подвижной состав
В депо эксплуатировались паровозы серий ФД, П36, Л и другие.
В депо Златоуст с июля 1953 по февраль 1954 года проходил испытания Н8. По результатам испытаний в конструкцию электровоза был внесён ряд изменений и в депо поступила опытная партия из семи электровозов (с номера 002 по 008). В ходе опытной эксплуатации, которая продолжалась до 1956 года работники депо вносились предложения по усовершенствованию отдельных узлов электровоза Н8. Значительный вклад в усовершенствование электровоза внесли инженеры депо Златоуст А. Б. Дашкевич, Л. А. Колокольников, А. И. Откидач, В. К. Полулех, Н. Г. Сухощавин, А. М. Хрипунов, машинисты-инструкторы П. И. Панченко, В. И. Сафронов.
Электровозы Н8 были переименованы в ВЛ8. Эксплуатация их в депо продолжалась до 1970 года, после чего началась их замена в эксплуатации на электровозы ВЛ10. В настоящее время в депо эксплуатируются электровозы ВЛ10 и их модификации, электровозы серии 2ЭС6, а также тепловозы 2ТЭ10В и маневровые тепловозы ЧМЭ3

## Знаменитые люди депо
- Михаил Григорьевич Назаров, деятель революционного движения, Герой Труда[4]
- В депо трудился Сергей Николаевич Ермаков, ныне глава администрации Ульяновска.[5]
- В депо трудился Александр Сергеевич Косопкин, с 2004 года полномочный представитель Президента в Государственной Думе.[6]